# Hōjō Tokimasa
Hōjō Tokimasa (Izu, 1138 - ibídem, 6 de febrero de 1215) fue un guerrero japonés que ayudó a Minamoto Yoritomo a establecer el shogunato de Kamakura, el gobierno militar por el cual Yoritomo gobernaba el país desde su base en Kamakura en el centro Japón, mientras que el emperador seguía gobernando solo simbólicamente desde su residencia en Kyōto , al suroeste. Después de la muerte de Yoritomo, Tokimasa transfirió el poder de gobierno de los descendientes de Yoritomo a su propia familia.El apellido original de Tokimasa era Taira, pero al principio de su vida lo cambió a Hōjō, el nombre de su dominio en el este de Japón. En 1160, cuando el gran guerrero Taira Kiyomori (1118-1181) mató a Minamoto Yoshitomo (1123-1160) y así estableció su dominio sobre todo Japón, el joven hijo de Yoshitomo, Minamoto Yoritomo, fue enviado bajo el cuidado de Tokimasa a Izu en el este de Japón.
Tokimasa se encariñó con el niño al que dio a su propia hija, Masako, en matrimonio, y en 1181 le ayudó cuando se rebeló contra Kiyomori. Después de la victoria de Yoritomo, Tokimasa ayudó a Yoritomo a establecer el shogunato, ejerciendo un gran poder como suegro del shogun .
Tras la muerte de Yoritomo (1199), Tokimasa se convirtió en el jefe de un consejo de líderes guerreros y políticos del estado en un movimiento para controlar el poder del tempestuoso hijo y sucesor de Yoritomo, Yoriie. En 1204 Tokimasa finalmente hizo asesinar a Yoriie, y el shogunato pasó al hermano menor de Yoriie, Sanetomo. Como Sanetomo todavía era menor de edad, Tokimasa fue nombrado para el puesto recién creado de shikken, o regente, del shogun.
Mientras tanto, la segunda esposa de Tokimasa instó a su esposo a deponer a Sanetomo y colocar a su yerno en el trono como el nuevo shogun. En 1205 se intentó contra la vida del Shogun, pero fue salvado por su madre, la hija de Tokimasa, Masako.
Masako y su hermano Hōjō Yoshitoki luego convocaron una reunión del consejo y obligó a su padre a renunciar. Yoshitoki lo reemplazó como regente, convirtiéndose así la oficina en propiedad de la familia Hōjō . Después de su reemplazo, Tokimasa ingresó al sacerdocio y vivió el resto de su vida jubilado.